# フルーレ (駆逐艦)
フルーレ(Fleuret)は、1930年代後半にフランス海軍が建造した12隻のル・アルディ級駆逐艦の1隻である。フランスがドイツと休戦協定を結ぶわずか数日前、フルーレの最初の任務はフランス領西アフリカのダカールに向かう戦艦を護衛することだった。9月にイギリスがダカールを攻撃した後、4隻の駆逐艦のうちの1隻としてイギリス船への攻撃を命じられたが、イギリス駆逐艦との決戦は決着がつかなかった。フルーレは、イギリスが7月にフランス領アルジェリアのメルセルケビールを攻撃した際に損傷した戦艦の1隻を護衛し、11月にフランスに帰還させた。
1942年11月、連合国がフランス領北アフリカに上陸した後、ドイツ軍がヴィシー・フランスを占領し、フランス艦隊を掌握しようとしたとき、フルーレは拿捕を阻止するために自沈した艦のひとつであった。1943年にイタリア海軍によって引き揚げられたが、1944年半ばにドイツ軍によって閉塞船として再び曳航された。1951年に再浮揚され、後にスクラップとなった。

## 設計と詳細
ル・アルディ級駆逐艦はダンケルク級戦艦を護衛し、イタリアのナヴィガトーリ級や日本の吹雪型の大型駆逐艦に対抗するために設計された。基準排水量は1,800トン（1,772トン）、満載排水量は2,577トン（2,536トン）であった。4基のスラル・ペンヘート強制循環ボイラーから供給される蒸気を使い、2基のギア付き蒸気タービンでそれぞれ1本のプロペラシャフトを駆動した。タービンの出力は58,000メートル馬力（42,659kW、57,207馬力）で、最大速力は37ノット（時速69km、43マイル）だった。1939年11月6日、このクラスで唯一海上試運転を行ったル・アルディは、この速度を余裕で上回り、60,450メートル馬力（44,461kW；59,623馬力）で最高速度39.1ノット（72.4km/h；45.0マイル）を記録した。10ノット（時速19km）で航続距離は3,100海里（5,700km、3,600マイル）であった。乗組員は10人の士官と177人の下士官で構成されていた。
ル・ハルディ級艦の主兵装は、3基の連装砲架に搭載された6基のカノン・ド130 mm（5.1インチ）モデール1932砲（1基は前方に、1基は上部構造物後方に設置された超発射ペア）で構成されていた。対空兵装は、37mmモデール1925連装砲1基と、13.2mmホッチキス1929連装高射機関砲2基であった。550ミリ魚雷発射管は3連装1基と2連装2基を搭載し、ファンネル間の両舷に1基ずつ、後部ファンネル後方に左右に移動可能な3連装1基を装備した。艦尾には、200キログラム（440ポンド）の深度爆雷を8発収納できる爆雷投射機が1基内蔵されていた。船尾の反対側はジノッキオ対潜魚雷のハンドリングギアに使用される予定であったが、フルーレの完成前に取り外された。

## 建造と艦歴
1935年12月31日に発注されたフルーレは、1936年8月18日にラ・セーヌ=シュル=メールにある造船所でフォルジュ・エ・シャンティエ・ドゥ・ラ・メディテラネによって起工された。1938年7月28日に進水し、1940年5月10日に就役、6月11日に就航した。翌日、枢軸国との休戦前にリシュリューをカサブランカからダカールまで護衛するため、トゥーロンからフランス領モロッコのカサブランカへ向けて出港した。フルーレは大型駆逐艦ミランとともに、8月17日から23日にかけて3隻の客船をカサブランカまで護衛した。同月下旬には、カサブランカから占領下のフランスの各港への輸送船団の護衛を開始した。9月にイギリスがダカールを攻撃した後、フルーレとその姉妹艦エペは、駆逐艦フグー、フロンドゥールとともに、9月25日に報復としてジブラルタル海峡の英国船舶を攻撃するよう命じられた。フルーレの火器管制装置は故障し、相手と交戦することはできなかった。その後フルーレはフランス領アルジェリアのオランに向かい、10月7日にカサブランカに帰港した。

トゥーロンでの自沈、左からトロンべ、 フードロワイヤン,ル・アルディ, ビソン

翌月、ル・アルディ級5隻は、メルセルケビール攻撃で損傷した戦艦プロヴァンスをトゥーロンまで護衛するため、オランへの派遣を命じられ、フルーレは10月15日にトゥーロンに到着した。フルーレは10月15日にトゥーロンに到着した。11月6日に出発し、2日後にトゥーロンに到着。1941年4月1日、フルーレは、1940年のダンケルク避難の際に撃沈された同名の駆逐艦を記念してフードロワイヤンと改名された。1942年11月27日、ドイツ軍がトゥーロンでフランス艦船を無傷で拿捕しようとした際、まだ予備艦であったフードロワイヤンは乗組員によって轟沈させられた。1943年5月20日、イタリアのサルベージ組織によって再浮揚され、イタリア海軍によってFR36に再指定された。1951年にようやく再浮揚され、1957年にスクラップされた。